# Radio Rebel – Unüberhörbar
Radio Rebel – Unüberhörbar (Originaltitel: Radio Rebel) ist eine US-amerikanische Jugendfilm-Komödie aus dem Jahr 2012 von Regisseur Peter Howitt mit Debby Ryan in der Hauptrolle. Das Drehbuch von Erik Patterson und Jessica Scott des für den Disney Channel produzierten Fernsehfilms basiert auf dem Roman Shrinking Violet von Danielle Joseph.

## Handlung
Tara Adams ist eine sehr schüchterne 17 Jahre alte Schülerin an der Lincoln Bay High School in Seattle. Sie hat große Angst vor anderen zu sprechen, wenn sie in der Schule an die Tafel geholt wird, bringt sie kaum ein Wort heraus. Aber in der Abgeschiedenheit ihres Schlafzimmers wird sie zum DJ ihres eigenen Podcasts namens „Radio Rebel“. Darin ermutigt sie ihre Hörer, mutig zu sein und sich selbst zu verwirklichen. Ihr Podcast erlangt mit der Zeit große Beliebtheit unter ihren Mitschülern, die aber nicht die Identität des Radio Rebel kennen. Taras Stiefvater Rob leitet SLAM FM, den größten Radiosender Seattles. Nachdem er ein Podcast von Radio Rebel hört und herausfindet, dass es sich dabei um Tara handelt, entscheidet er auf Rat von DJ Cami Q hin, Radio Rebel fortan im Radio auszustrahlen. Die Sendung wird ein großer Erfolg, was sogar so weit geht, dass Radio Rebel für die Wahl der Prom-Queen nominiert wird. Ihre Identität bleibt weiter geheim, Taras beste Freundin Audrey weiß als einzige an der Schule davon. Tara organisiert als Radio Rebel eine Tanzparty während der Mittagspause an ihrer Schule. Schuldirektorin Moreno will diese verbieten, kann das jedoch nicht, da DJ Cami Q mit ihrem Van außerhalb des Schulgeländes parkt. Vollkommen in Rage verkündet die Direktorin, dass der Prom (Abschlussball) abgesagt ist, bis sich Radio Rebel zu erkennen gibt. Diese Entscheidung sorgt dafür, dass viele nun verärgert in der Sendung anrufen und sagen, Radio Rebel hätte ihre Träume zerstört.
Doch dann kommt Tara plötzlich eine Idee. Mithilfe des Radiosenders organisiert sie einen eigenen Abschlussball namens Morp (Prom rückwärts), bei dem jeder eingeladen ist, zu kommen, sehr zum Missfallen von Direktorin Moreno, die nun Radio Rebel, sobald sie ihre wahre Identität kennt, von der Schule werfen will. Stacy, das beliebteste Mädchen an der Schule, möchte unbedingt Prom Queen werden. Nachdem sie herausfindet, dass Tara Radio Rebel ist, setzt sie Tara unter Druck, damit sie ihre Hörer bittet, für Stacy als Prom Queen zu stimmen. Auf dem Ball wird Radio Rebel doch zur Prom Queen gekürt, woraufhin Tara ihre Identität enthüllt. Daraufhin macht die Direktorin ihre Pläne wahr und verkündet, dass Tara von der Schule fliegt. Um ihre beste Freundin zu schützen, ruft Audrey laut „I’m Radio Rebel“ (Ich bin Radio Rebel), worin die anderen Schüler mit einstimmen. Tara gibt ihre Krone als Prom Queen an Stacy, mit der Begründung, sie sei immer sie selbst und habe so diese Krone verdient. Davon beeindruckt ruft auch Stacy „I’m Radio Rebel“. Schließlich gibt sich Moreno geschlagen und Tara kann an der Schule bleiben. Der Film endet damit, dass Tara von ihrem Schwarm Gavin zu einem Tanz aufgefordert wird.

## Produktion
Radio Rebel wurde im August 2011 in Vancouver in Kanada gedreht. Der Name von der Hauptdarstellerin im Buch wurden für den Film abgeändert: „Teresa Adams“ wurde zu „Tara Adams“ gekürzt. Auch der Name des Podcasts wurde von Sweet T zu Radio Rebel abgeändert.
Debby Ryan nahm drei Songs zu dem Film auf. Zum einen eine Coverversion des Hits We Got the Beat der kalifornischen Band Go-Go’s aus dem Jahr 1980, We Ended Right zusammen mit Chase Ryan und Chad Hively, sowie A Wish Comes True Everyday.

## Besetzung und Synchronisation

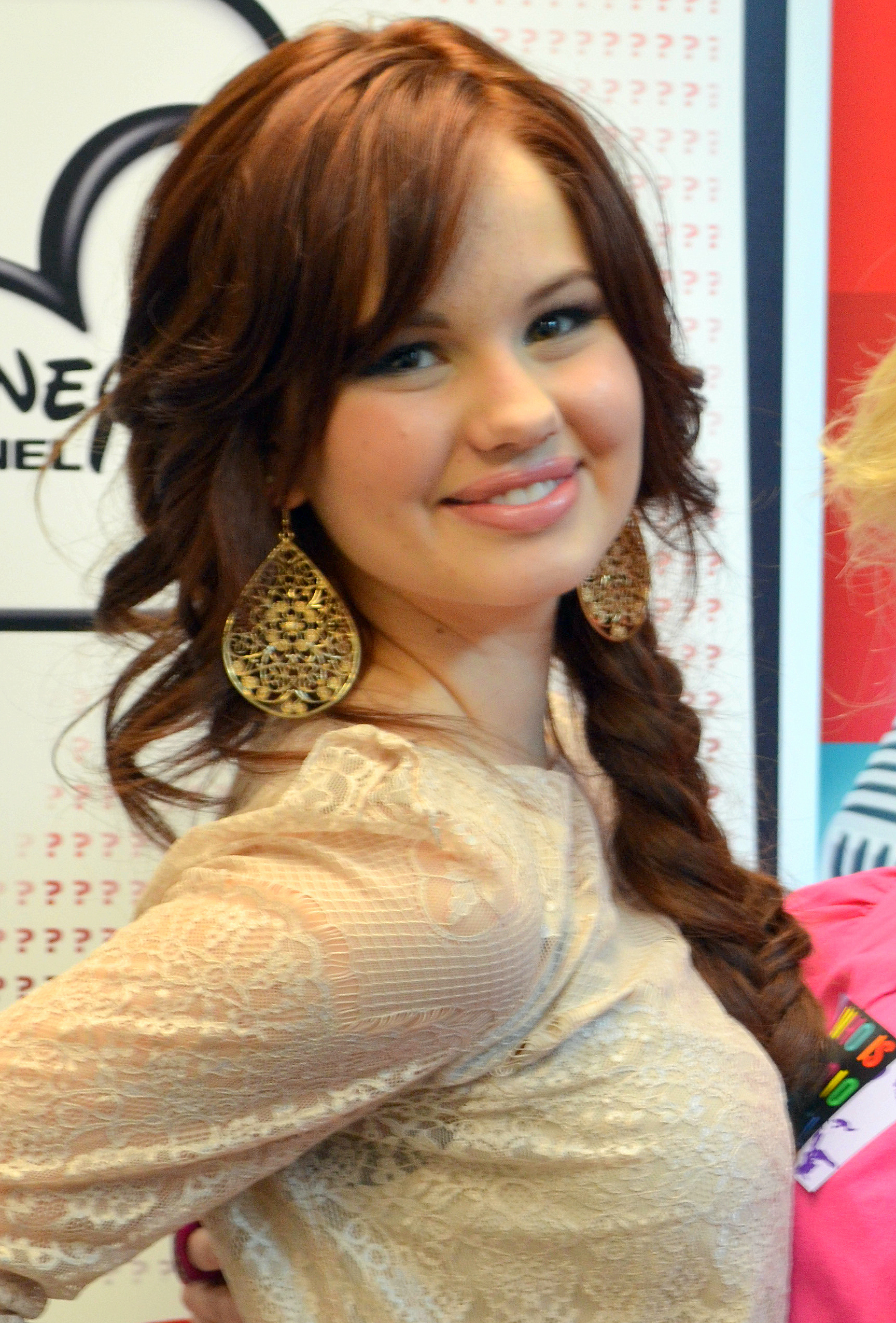
Debby Ryan bei einem Interview für den Film

| Rolle      | Schauspieler         | Synchronsprecher | Charakter                                                                               |
| ---------- | -------------------- | ---------------- | --------------------------------------------------------------------------------------- |
| Tara Adams | Debby Ryan           | Julia Kaufmann   | eine schüchterne Schülerin, die als „Radio Rebel“ eine erfolgreiche Radio-Sendung macht |
| Audrey     | Sarena Parmar        | Esra Vural       | Taras beste Freundin                                                                    |
| Gavin      | Adam DiMarco         | Nico Sablik      | ein Mitglied der Rockgruppe Gs und Taras Schwarm                                        |
| Stacy      | Merritt Patterson    | Luisa Wietzorek  | ein beliebtes Mädchen an der Schule und genervt von „Radio Rebel“                       |
| Gabe       | Atticus Mitchell     | Konrad Bösherz   | ein ambitionierter Leadsänger der Band Gs                                               |
| DJ Cami Q  | Mercedes de la Zerda | Sonja Spuhl      | Radiomoderatorin, die Tara hilft, in ihrer neuen Rolle klarzukommen                     |

## Ausstrahlung
Die Erstausstrahlung fand am 17. Februar 2012 auf dem US-amerikanischen Disney Channel statt und erreichte 4,3 Millionen Zuschauer. In Deutschland feierte der Film am 9. Juni 2012 auf dem Disney Channel Premiere. Im Free-TV wurde der Film am 18. August 2013 auf RTL gezeigt.

## Soundtrack
Der Soundtrack erschien am 21. Februar 2012.
1. We Got the Beat von Debby Ryan
2. Can’t Stop The Rock von The Barrymores
3. Afterthought von The Whereabouts
4. Turn It All Around von The Gggg’s
5. We So Fly von The Gggg’s
6. Brand New Day von Kari Kimmel
7. Backing Off von Champion
8. We Ended Right von Debby Ryan, Chase Ryan & Chad Hively
9. No Advances von Two Hours Traffic
10. Like You Love Her von Fat Sue
11. Now I Can Be The Real Me von The Gggg’s
12. Touch The Ground von Central Park feat. Maylee Todd
13. My Revolution von Above Envy
14. A Wish Comes True Everyday von Debby Ryan